# Poecilosomella affinis
Poecilosomella affinis är en tvåvingeart som beskrevs av Hayashi 2002. Poecilosomella affinis ingår i släktet Poecilosomella och familjen hoppflugor. Inga underarter finns listade i Catalogue of Life.